# لیم کیم
لیم کیم (به انگلیسی: Lim Kim)(زاده ۲۱ ژانویه ۱۹۹۴) خواننده کره‌ای است.